# Estatut d'Elx
L'Estatut d'Elx va ser un avantprojecte d'Estatut d'Autonomia per al País Valencià elaborat per un grup d'intel·lectuals independents, entre els quals hi havia Eliseu Climent, Max Cahner, Joan Fuster, Josep Benet, Rafael Ribó i Enric Solà, essent aquest últim el seu redactor principal. Es va enllestir a València, al febrer del 1976, i es va editar en una impremta clandestina de Barcelona, des d'on es portaria al País Valencià per a la distribució.
L'Estatut d'Elx és una referència bàsica en el procés autonòmic valencià durant la reforma política postfranquista. Tots els textos posteriors i les diverses propostes d'Estatut que es van començar a fer posteriorment van beure de les fonts de l'Estatut d'Elx, fins i tot l'actual Estatut d'Autonomia de la Comunitat Valenciana.